# Старошведское
Старошве́дское (укр. Старошведське, швед. Gammalsvenskby, на местном шведском диалекте Galsvänskbi) — шведское село на Украине, сейчас часть села Змиевка Херсонской области.

## Основание
Шведы, проживавшие на острове Дагё (сейчас о. Хийумаа, Эстония), отошедшем к Российской империи по Ништадтскому миру 1721, были отправлены на вновь освоенные земли Украины во времена Екатерины II. Некоторые считают, что переселение было вынужденным, другие полагают, что обещанные бедным крестьянам богатые земли и готовые дома были выгодным предложением. В пути погибла почти половина из отправившихся на юг в августе 1782 года 1200 шведов. По прибытии на место они не обнаружили никаких обещанных им домов, и в результате, согласно приходским записям, в марте 1783 года в Старошведском проживало лишь 135 человек.

## Сохранение шведского наследия
Несмотря на то, что шведские колонисты могли сами выбрать участок земли, они не стали заниматься сельским хозяйством, а обратились к привычному рыболовству. В 1794 году в Старошведское были переселены ещё 30 шведов, захваченных в плен после войны с Густавом III. Однако в селе не было ни пастора, ни школьного учителя, а население его сокращалось.
В 1804 году в том же районе были основаны немецкие поселения Шлангендорф, Мюльхаузендорф и Клостердорф (сейчас все они входят в состав деревни Змиевка, получившей название от немецкого Шлангендорфа). В результате шведы оказались в меньшинстве, что приводило к конфликтам с немцами. В 1860 году все четыре деревни были объединены в один приход, а это лишь усугубило конфликты. Конфликт усугублялся тем, что с 1860-х годов растущему населению стало не хватать плодородной земли. Тогда началась эмиграция из Старошведского в Канаду. Некоторые немецкие пасторы открыто пытались заставить шведов отказаться от своего языка, однако так и не смогли заставить их сделать это, тем более что к тому времени стали восстанавливаться связи с Швецией.
В Швеции и Великом Княжестве Финляндском проводился сбор денег и других пожертвований, в результате в 1885 году в селе была открыта заложенная в 1882 году шведская церковь: правда, пастора у шведов не было, проповеди читал не знавший их языка немецкий пастор, используя присылаемые из Швеции старые сборники. В Старошведское слали также литературу на шведском языке (в основном старые нравоучительные и религиозные книги: в 1908 году в библиотеке было всего около ста «достойных чтения томов»). Преподавание в школе велось на русском, но существовали также уроки родного языка и катехизиса на шведском (правда, как указывается в Nordisk familjebok, в 1908 году платили учителю-шведу «крайне плохо»). В село стали приезжать шведы, некоторые местные жители выписывали шведские газеты.

## Послереволюции
После начала Первой мировой войны связь со Швецией вновь прервалась. К 1927 году в Старошведском жили 895 потомков эстонских шведов. После революции шведские колонисты попросили разрешения покинуть Советскую Россию и отправиться в Швецию, где за их права выступали многие националисты при поддержке архиепископа Уппсалы Натана Сёдерблома.
1 августа 1928 года 881 житель Старошведского прибыл в Швецию. Около сотни из этих переселенцев позже отправились в Канаду, вслед за теми, кто уехал туда ещё из России. Большинство из них поселились в Манитобе, хотя кое-кто и вернулся потом в Швецию.
Большинство колонистов из Старошведского обосновались на Готланде. Несмотря на их общее происхождение, им не было разрешено создать собственную общину. Иногда они даже сталкивались с враждебностью местного населения: в Швеции тогда был экономический кризис, а беженцев из России рассматривали как иммигрантов.
Многие заговорили о возвращении, и ещё до наступления 1929 года несколько семей, при активной поддержке Коммунистической партии Швеции, вернулись на Украину.

## Возвращение
Всего в СССР вернулось около 120 человек, включая нескольких членов шведской компартии, посланных Коминтерном. Они основали небольшой колхоз «Шведкомпартия».
Однако голод на Украине заставил жителей Старошведского вновь подумать о переезде в Швецию, и некоторые подписали соответствующее ходатайство, после чего 20 человек были арестованы ГПУ, пятеро были отправлены в тюрьму.
Когда немецкая армия 25 августа 1941 года вошла в Старошведское, жители встретили солдат как освободителей. При отступлении немцев они были эвакуированы на запад; многие в конце концов оказались в Польше, были взяты в плен советскими войсками и отправлены в лагеря. Кое-кто сумел пробраться в Швецию или обратно на Украину.
В 1946 году указом ПВС УССР село Старошведское переименовано в Рубановку, но в 2016 году селу вернули предыдущее название.

## Современность
Сейчас в деревне осталось около 200 человек, сохранивших шведское культурное наследие, из них менее 20 пожилых носителей вымирающего эстонского диалекта шведского языка.
Связи со Швецией постепенно налаживаются, небольшую финансовую помощь оказывают Церковь Швеции и коммуна Готланд. Существует общество потомков жителей Старошведского.